# Contigaspis euphorbiarum
Contigaspis euphorbiarum är en insektsart som beskrevs av Borchsenius och Williams 1963. Contigaspis euphorbiarum ingår i släktet Contigaspis och familjen pansarsköldlöss. Inga underarter finns listade i Catalogue of Life.